# Christian de Prachatice
Chrétien de Prachatice (en tchèque Křišťan z Prachatic), né vers 1360-1368 à Prachatice, dans le Royaume de Bohême, et mort le 4 septembre 1439 à Prague, aussi dans le Royaume de Bohême, est un astronome et mathématicien bohémien médiéval, ancien prêtre catholique converti au mouvement hussite. Il est l'auteur de plusieurs livres sur la médecine et les herbes et a contribué au domaine de l'astronomie avec de nombreux articles et enregistrements de données.

## Biographie
Christian de Prachatice est né dans les années 1360, peut-être en 1366 ou 1368. En 1386, il s'inscrit à l'Université Charles de Prague, où il obtient un baccalauréat deux ans plus tard et une maîtrise en arts libéraux en 1390.
Plus tard, il enseigne à l'université et compte Jan Hus parmi ses étudiants. En 1403, il est doyen de la Faculté des arts et en 1405 recteur de l'université. En 1405, il est nommé curé de l'église Saint-Michel-Archange dans la vieille ville de Prague, on ne sait pas où il est ordonné. Avec Johannes Cardinalis von Bergreichenstein, il assiste au concile de Pise en 1409.
En 1415, il défend Jan Hus au concile de Constance. De retour à Prague, il est doyen de la Faculté de philosophie à partir de 1417. Dix ans plus tard, en 1427, il est contraint de fuir les Hussites radicaux. Il revint deux ans plus tard et, en 1434, il se reconvertit au catholicisme et fut de nouveau élu recteur.
Christian de Prachitice meurt le 4 septembre 1439, victime de l'épidémie de peste.

## Écrits
Christian de Prachatice a produit de nombreux traités, principalement dans les domaines de l'astronomie, des mathématiques et de la médecine. Ses écrits théologiques ne survivent que dans quelques fragments.
Ses œuvres survivent dans des copies manuscrites à la Bayerische Staatsbibliothek, à la bibliothèque de l'abbaye Saint-Pierre de Salzbourg et la bibliothèque d'État et universitaire de Königsberg, ainsi qu'à la Bibliothèque Beinecke de livres rares et manuscrits.

### En latin
- De composicione astrolabii, sur la composition de l'astrolabe ;
- De utilitate (usu) astrolabii, sur l'usage de l'astrolabe[8];
- Regula ad fixanda festa mobilia ;
- Algorismus prosaycus, sur la traduction des chiffres romains en chiffres arabes[9];
- Computus chirometralis, une aide au comptage sur les doigts ;
- Antidotar ;
- Herbularium, un herbier ;
- De sanguinis minucione, traité sur la saignée[10].

### En tchèque
- Lékařské knížky[11] ;
- Knihy o mocech rozličného kořenie, un herbier.

### En allemand
- Theriak-Pest-Traktat ;
- Arzneibüchlein des Magisters Christian von Prachatitz.

## Honneur
L'astéroïde (183560) Křišťan porte son nom.